# MK Sportscars
MK Sportscars je malá britská firma vyrábějící stavebnice automobilů. Sídlí v Langoldu v Nottinghamshire. První sadu pro přestavbu automobilu vyrobila v roce 2000, od té doby vyrobila stovky stavebnic.
V současnosti vyrábí stavebnice vozu MK Indy ve stylu Lotus Seven, dříve produkovala kity závodních vozů Le-Mans, vozy GT-1 a GT-R. Její stavebnice mohou používat různé motory z automobilů i motocyklů. Taktéž nabízí přestavby motocyklů na tříkolky.